# Pichl bei Wels
Pichl bei Wels osztrák mezőváros Felső-Ausztria Welsvidéki járásában. 2021 januárjában 2912 lakosa volt. 

## Elhelyezkedése

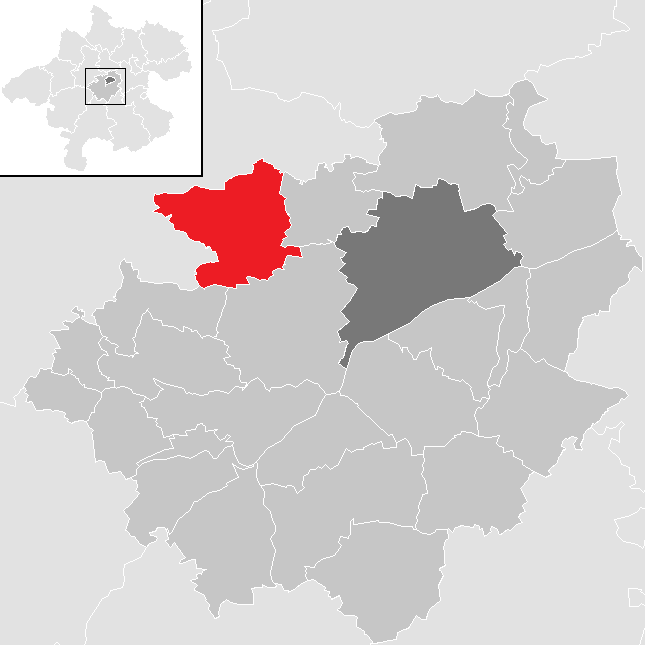
Pichl bei Wels a Welsvidéki járásban

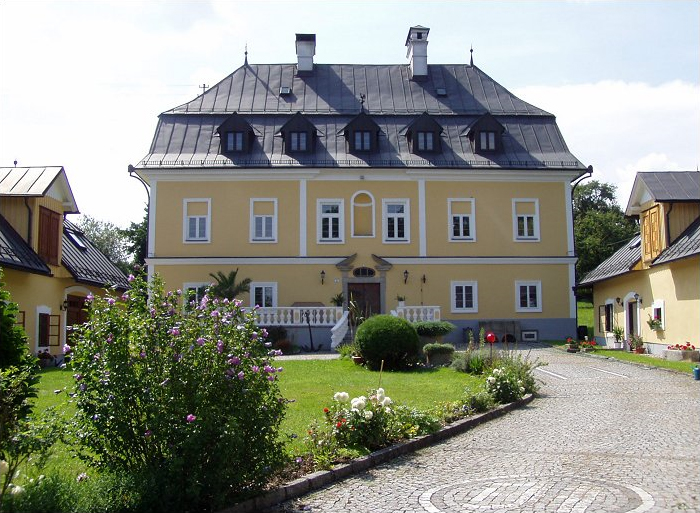
Az etzelsdorfi kastély

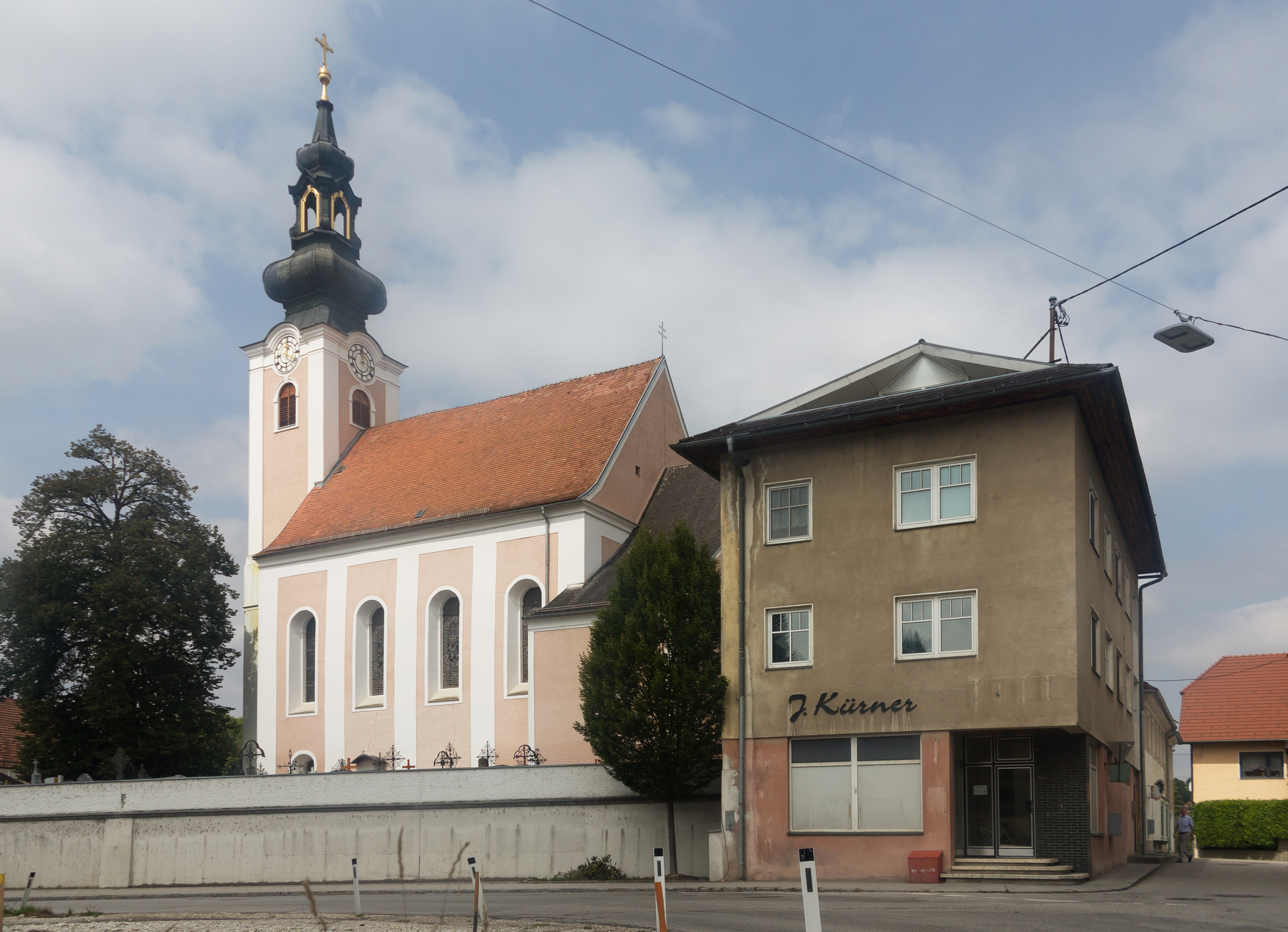
A Szt. Márton-plébániatemplom

Pichl bei Wels a tartomány Hausruckviertel régiójában fekszik a Hausruckvierteli-dombságon, az Innsbach folyó mentén. Területének 16,7%-a erdő, 72% áll mezőgazdasági művelés alatt. Az önkormányzat 55 települést és településrészt egyesít: Ach (12 lakos 2020-ban), Aichet (6), Aichmühl (18), Am Irrach (13), Angsterlehen (7), Au (12), Auhub (8), Brandstatt (4), Breitwies (35), Etzelsdorf (246), Fadleiten (63), Falzberg (8), Franzing (33), Freiung (39), Geisensheim (114), Haag (10), Hochwimm (9), Holzhäuser (47), Inn (27), Jägersberg (4), Kaiserleiten (46), Kerschberg (9), Krottendorf (17), Lechlödt (3), Malling (5), Mitterleiten (16), Moosleiten (11), Müllerberg (21), Nisting (26), Oberirrach (10), Oberndorf (13), Oberthambach (31), Ödt (43), Pfaffendorf (97), Pichl bei Wels (717), Pröstlsberg (10), Puchet (10), Pühret (1), Schalbach (420), Schmiedsberg (14), Schnappling (15), Schnittering (142), Schustersberg (3), Silbersberg (15), Stadl (25), Steinpichl (16), Sulzbach (120), Trappelsberg (12), Unterirrach (224), Unterthambach (25), Uttendorf (7), Waldgattern (21), Weilbach (40), Weinberg (6) és Winkelfeld (5). 
A környező önkormányzatok: keletre Krenglbach, délkeletre Gunskirchen, délnyugatra Offenhausen, nyugatra Kematen am Innbach, északnyugatra Schlüßlberg, északra Bad Schallerbach, északkeletre Wallern an der Trattnach.

## Története
Pichl területe a 12. századig a Bajor Hercegség keleti határvidékéhez tartozott, majd átkerült Ausztriához. Az Osztrák Hercegség 1490-es felosztásakor az Ennsen túli Ausztria része lett. A napóleoni háborúk során több alkalommal megszállták. 
Miután a Német Birodalom 1938-ban annektálta Ausztriát, a községet az Oberdonau reischgauba sorolták be. 1945 után Pichl ismét Felső-Ausztria része lett. 
Pichl bei Wels 2012-ben kapott mezővárosi rangot.

## Lakosság
A Pichl bei Wels-i önkormányzat területén 2021 januárjában 2912 fő élt. A lakosságszám 1961 óta gyarapodó tendenciát mutat. 2018-ban az ittlakók 91,2%-a volt osztrák állampolgár; a külföldiek közül 2,2% a régi (2004 előtti), 3,3% az új EU-tagállamokból érkezett. 2,6% a volt Jugoszlávia (Szlovénia és Horvátország nélkül) vagy Törökország, 0,7% egyéb országok polgára volt. 2001-ben a lakosok 87,9%-a római katolikusnak, 3,8% evangélikusnak, 3,6% mohamedánnak, 4% pedig felekezeten kívülinek vallotta magát. Ugyanekkor 8 magyar élt a mezővárosban; a legnagyobb nemzetiségi csoportot a németeken (93,9%) kívül a törökök (2%) és a horvátok (1,3%) alkották. 
A népesség változása:

| 2016 | 2 811 |
| 2018 | 2 863 |

## Látnivalók
- az etzelsdorfi kastély
- a pichli Szt. Márton-plébániatemplom
- a sulzbachi Szt. Bálint-templom
- az unterirrachi Szt. Jakab-templom

## Testvértelepülések
- Thyrnau (Németország)

## Fordítás
- Ez a szócikk részben vagy egészben  a   Pichl bei Wels című német Wikipédia-szócikk ezen változatának fordításán alapul.  Az eredeti cikk szerkesztőit annak laptörténete sorolja fel. Ez a jelzés csupán a megfogalmazás eredetét és a szerzői jogokat jelzi, nem szolgál a cikkben szereplő információk forrásmegjelöléseként.